# Чжу Гаосюй
Чжу Гаосюй (朱高煦; 30 декабря 1380 — 6 октября 1426) — китайский принц, получивший вначале титул великий князь (ван) Гаоян (高陽王, титул создан в 1395 г.), позже великий князь (ван) Хань (漢王, создан в 1404 г.).

## Биография
Родился 30 декабря 1380 года в Пекине. Второй сын принца Чжу Ди (1360—1424), третьего китайского императора Юнлэ (1402—1424). Его матерью была Императрица Жэньсяовэнь (1362—1407). Чжу Гаосюй боролся со своим старшим братом Чжу Гаочи (будущим императором Хунси) за минский императорский трон.
Как второй сын своего отца, Чжу Ди, принца Янь, в 1395 году он стал принцем второго ранга под титулом «князь Гаоян» (高陽王).
Хотя во время Цзиннаньской кампании Чжу Гаосюй оказал своему отцу достойные услуги, император Юнлэ, который все же сделал своего старшего сына, Чжу Гаочи, наследным принцем, а Чжу Гаосюю были дарованы княжество и титул «принца Хань» в 1404 году. Укрепившись, Чжу Гаосюй много раз пытался свергнуть своего старшего брата. Физически здоровый и энергичный, но в то же время высокомерный, Чу Гаосюй проявил себя как способный военачальник в бою.
Княжеское феодальное владение Гаосюя изначально располагалось в Юньнани, он был против этого решения и полагался на столицу. До 1416 года, после завершения второй монгольской кампании, император узнал о преступлении Гаосюя, последний был вынужден переехать в свое новое феодальное владение Лэнь (樂安), провинция Шаньдун (сегодняшний северо-восток округа Гуанжао).

## Восстание
В Шаньдуне Чжу Гаосюй жил удельным князем, но тайно обучал свою армию, поскольку всегда намеревался поднять восстание. С годами Гаосюй приобрел гораздо больше власти и завербовал многих генералов, включая генерала У Сяня из дивизии морской пехоты.
В то время, когда его племянник стал новым минским императором Сюаньдэ (1425—1435), Гаосюй начал восстание. Сам новый император возглавил 20-тысячное войско в карательной экспедиции против своего восставшего дяди. Генерал У Сян предал его и повернулся, чтобы атаковать Гаосюй. Вскоре после этого Гаосюй проиграл битву и сдался. Его низвели до простолюдина, шестьсот восставших чиновников казнили, а 2200 сослали.

## Смерть
Император Сюаньдэ вначале не хотел казнить своего дядю, но последующие события настолько разозлили императора, что Чжу Гаосюй был казнен посредством огненных пыток, а также были казнены все сыновья Чжу Гаосюя. Весьма вероятно, что высокомерие Чжу Гаосюя, которое хорошо описано во многих исторических текстах, оскорбило императора. Теория гласит, что, когда император отправился навестить своего дядю, Чжу Гаосюй намеренно поставил императору подножку.

## Семья
От жен и наложниц у Чжу Гаосюя было одиннадцать сыновей, десять (Чжу Чжаньци, Чжу Чжантань, Чжу Чжанци, Чжу Чжаньюй, Чжу Чжани, Чжу Чжаньсин, Чжу Чжаньпин, Чжу Чжандао, Чжу Чжанчан, Чжу Чжанбан) из которых были казнены вместе с отцом.